# NGC 1352
NGC 1352 је спирална галаксија у сазвежђу Еридан која се налази на NGC листи објеката дубоког неба.
Деклинација објекта је - 19° 16' 40" а ректасцензија 3h 31m 32,9s. Привидна величина (магнитуда) објекта NGC 1352 износи 13,3 а фотографска магнитуда 14,3. NGC 1352 је још познат и под ознакама ESO 548-30, MCG -3-10-2, NPM1G -19.0148, PGC 13091.